# 根尾村立黒津中学校
根尾村立黒津中学校（ねおそんりつ くろづちゅうがっこう）は、かつて岐阜県本巣郡根尾村（現・本巣市）にあった公立中学校。

## 概要
- 現在の根尾黒津・根尾越波・根尾大河原が校区であった。黒津小学校に併設され、黒津小中学校とも称した。
- 地元住民の要望により根尾中学校の分校から独立して開校したが、過疎化により生徒数が減少し廃校となった。

## 沿革
- 1947年（昭和22年）4月 - 根尾村立根尾中学校の分校として、黒津小学校に根尾中学校黒津分校、黒津小学校大河原分校に根尾中学校大河原分校、黒津小学校越波分校に根尾中学校越波分校を設置する。
- 1960年（昭和35年）4月　- 根尾中学校黒津分校、根尾中学校大河原分校、根尾中学校越波分校を統合し、根尾村立黒津中学校として独立。黒津小学校に併設される。根尾中学校大河原分校および根尾中学校越波分校は廃止。
- 1965年（昭和40年）9月 - 根尾村立根尾中学校に統合され廃校。